# Orlovtravare
Orlovtravaren är en hästras som härstammar från Ryssland. Idag finns rasen i tre typer, en tyngre körhäst och den lättare travhästen och den medelstora ridhästen. Den tunga typen är vanligast i Ryssland medan den lätta typen fortfarande används inom trav i Ryssland även om de fått ge plats för den snabbare ryska travaren. De tyngre hästarna drar traditionella vagnar i Ryssland, så kallad trojka där tre hästar går på bredd. Den mittersta hästen travar, medan de två hästarna på sidorna galopperar för att hålla takten. Orlovtravaren har i regel en proportionerlig exteriör med långa och slanka, men väldigt starka ben. 

## Historia

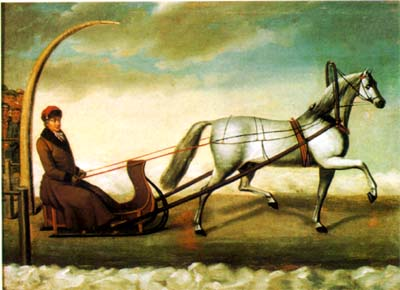
Nikolai Sverchkovs målning från 1890-talet föreställer greve Orlov och hans ledande avelshingst Bars I. Traditionellt användes Orlovtravaren främst till att dra vagn och släde.

Före den ryska revolutionen var hästavel endast tillåten för adelsmän och godsägare i Ryssland. En av dessa var greven Aleksej Grigorievitj Orlov (1737–1808). Under 1780-talet köpte han in en vit arabisk hingst vid namn Smetanka (ryska för grädde) från en turkisk sultan för en otrolig summa av 60 000 rubel. Smetanka var en väldigt lågställd häst med korta ben och en ovanligt lång kropp. Det skulle visa sig att Smetanka hade ett extra par revben.
I sitt stuteri utanför Moskva hade greve Orlov uppfödning av många olika sorters djur, bland annat får, höns och duvor och han krediteras bland annat för uppkomsten av cirka 70 olika djurraser, bland annat den ryska varghunden. I sitt stall hade han några av världens finaste hästar som han hade köpt från Danmark, Nederländerna, Tyskland och Mellanöstern. Han började genast avla på dessa hästar med Smetanka men bara ett år efter att Smetanka anlänt till Ryssland dog hingsten med enbart fyra avkommor efter sig. Dessa skulle dock räcka till att fortsätta aveln av Orlovtravaren.
1788 flyttade greve Orlov verksamheten till ett annat stuteri i Voronesj där han arbetade tillsammans med en mycket skicklig stuterichef, V.I. Sjisjkin. Tillsammans kom greve Orlov och Sjisjkin fram till att de bästa avkommorna var med de danska och nederländska stona, då speciellt en hingst som kom att bli stamfader för rasen Orlovtravare. Bars I var en gråskimmel med en mankhöjd på 162 cm som föddes 1784. Han var sonson till Smetanka och hade både nederländskt och danskt påbrå och var berömd för sin snabba trav. Bars I fick betäcka ston av de raser som ingick i honom själv, arabiska fullblod, nederländska och danska hästar. För att fixera en typ linjeavlade man på Bars I och hans söner. Alla renrasiga Orlovtravare ska därför ha en stamtavla som kan spåras tillbaka till Bars I.
1834 började man med prestationsprov och systematisk träning inom travsporten för Orlovtravaren som ledde till att hästarna blev snabbare. Orlovtravaren användes inom travsporten i flera år. Dock blev den utklassad (på grund av sen mognad) efter utvecklingen av den amerikanska travaren. Orlovtravaren var mycket långsammare och kunde inte nå upp till den amerikanska travarens klass förrän efter 5 års ålder. Därför ingick Orlovtravaren istället i utvecklingen av den ryska travaren genom att man korsade Orlovtravare med amerikanska travare. 

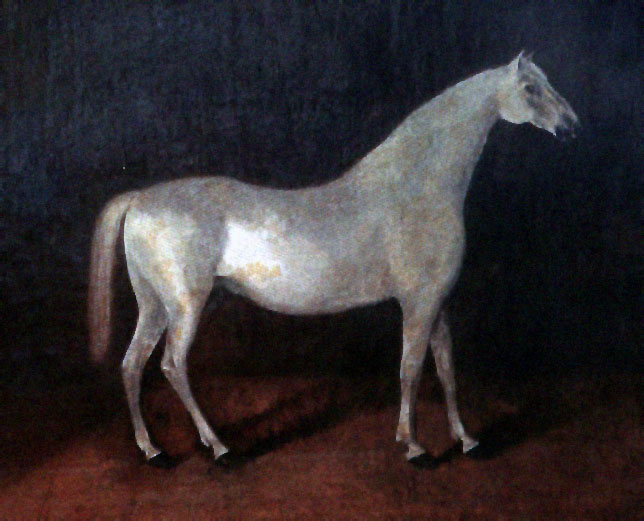
En målning på den arabiska förfadern Smetanka

Orlovtravaren blev snabbt populär som körhäst då den var både snabb och smidig och gick att använda som ridhäst. Enligt Vagnshistoriska Sällskapet höll sig även Alfred Nobel med ett stall med Orlovtravare och en samling vagnar. Nobel hade införskaffat två Orlovhingstar vid namn Dorogoj (betyder ungefär Min käre eller Min dyre) och Sorvanets (betyder bråkstake eller filur). Dessa lät han ofta dra en fyrhjulig Phaetonvagn och efter att hushållet Nobel fått koltrådslyse lät han även sätta elektriskt lyse framtill på sin vagn.
Idag används Orlovtravaren fortfarande som körhäst men i Ryssland används de till största delen för att förädla andra hästar. Uppfödarna jobbar även på att utveckla tävlingshästar av Orlovtravaren, genom att behålla höjden, de eleganta linjerna och den lätta men starka benbyggnaden samtidigt som de avlar bort svagheterna och höjer prestationsförmågan. Orlovtravaren har bland annat utgjort grunden för den ryska ridhästen. Under slutet av 1900-talet fanns en oro bland uppfödarna att Orlovtravaren skulle försvinna på grund av för mycket utavel, men tack vare att dessa uppfödare engagerade sig i rasen så överlevde den och idag finns det runt 15 stuterier för Orlovtravare enbart i Ryssland och Ukraina.
Idag finns det även tre olika typer av Orlovtravaren även om utseendet kan variera mycket mer än så beroende på vilket stuteri Orlovtravaren har fötts upp på. Orlovtravare är relativt ovanliga utanför Ryssland även om de i viss mån exporteras globalt.

## Egenskaper

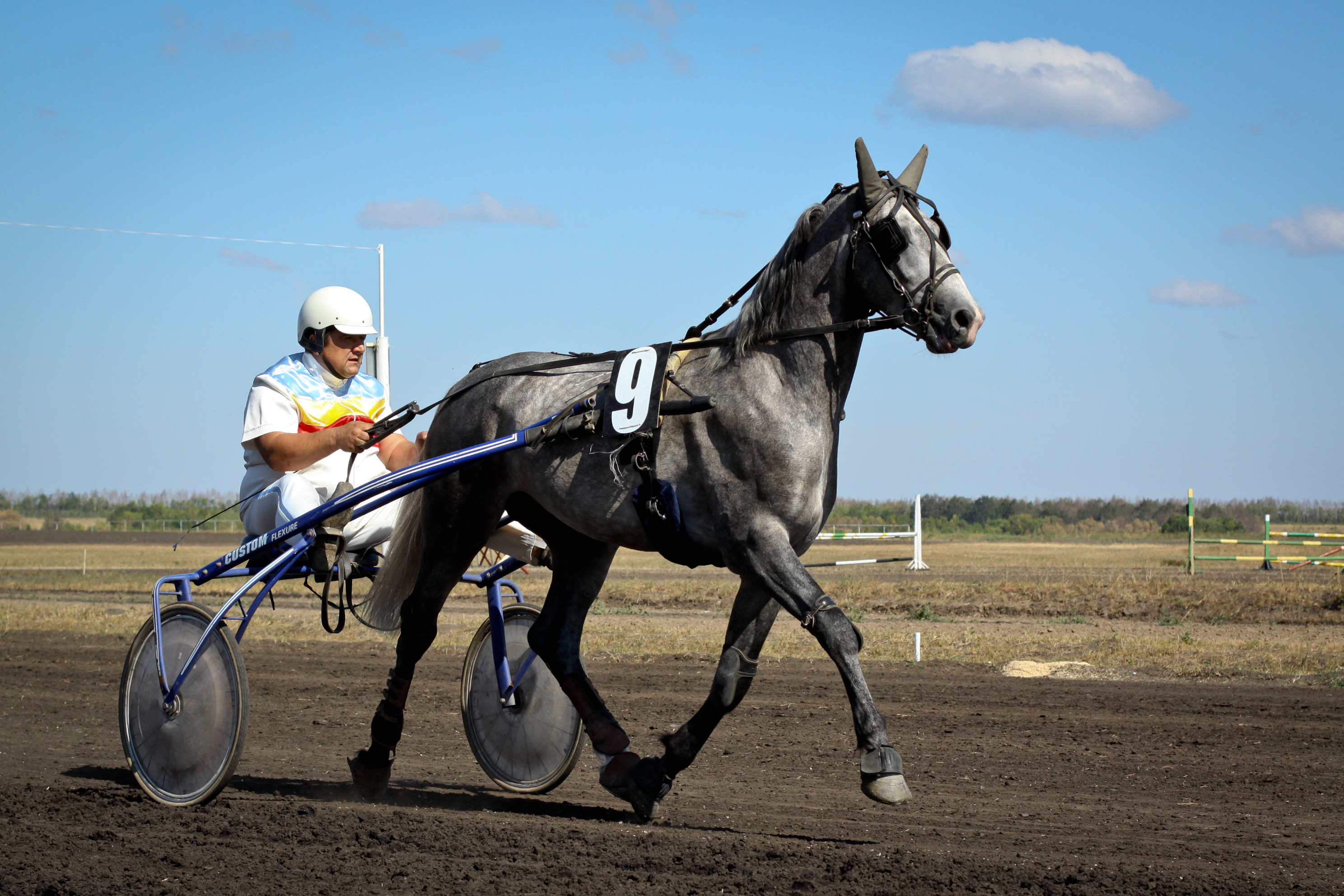
Orlovtravaren har idag förlorat lite av sin status inom travsporten, men används ändå flitigt inom travet och som vanlig körhäst.

Orlovtravaren finns idag i tre olika typer: 
- Lätt typ som räknas som standard och i huvudsak föds upp i Chrenov och som används som travhäst eller vagnshäst.
- Mellanstor typ som ser mer västerländsk ut i exteriören föds upp runt Uralbergen och är bättre lämpad som ridhäst.
- Tyngre typen, så kallade Dubrov- eller Tula-typerna är kraftigare ridhästar eller vagnshästar.

Orlovtravaren har långa, smala ben som ändå är välformade och bakbenen är starka för att ge ett kraftfullt påskjut när hästarna travar. Enligt västerländsk standard är hästarna långt ifrån perfekta och kan se rätt alldagliga ut men de har goda proportioner. Huvudet kan ibland vara grovt men hos de flesta är det arabiska inflytandet tydligt med fina linjer. Halsen är lång och högt ansatt och med en fin böjning.
Orlovtravaren har idag fått tuff konkurrens på travbanorna då nyare travhästar oftast är snabbare men Orlovtravaren har gått över till att utmana även inom ridsporten. Bland annat har hingsten Balagur, en före detta cirkushäst, nått stora framgångar i dressyr under den ryska ryttarinnan Alexandra Korelova som red honom i Världscupen i Jerez de la Frontera år 2002 och i Aachen 2006, samt OS i Aten 2004 och EM i Hickstead 2003 och Hagen 2005.